# Joseph Day
Joseph Day (London, 1855 – ?, 1946) angol mérnök, aki 1889-ben feltalálta a forgattyúház elősűrítésű kétütemű motort, amit széles körben ismernek és alkalmaznak napjainkban is kisebb hengerűrtartalmú motorok, például modellmotorok, mopedek, motorkerékpárok, fűnyírók, kerti-kisgépek erőforrásaként.

## Pályakezdése
Mérnöknek tanult a Londoni Crystal Palace School mérnöki karán. Munkásságát a Stothert&Pitt mérnöki vállalatnál kezdte meg gyakornokként a délnyugat-angliai Bathban. 1878-ban kezdte saját vasöntödei vállalkozását, ahol darukat, habarcsoló gépeket, kompresszorokat és más eszközöket gyártottak.

## Szelep nélküli kétütemű motor
1889-ben dolgozott ki egy olyan konstrukciót, ami nem sértette az Otto-motor szabadalmát, valamint Dugald Clerk vegyes vezérlésű, egyenáramú öblítésű, feltöltővel rendelkező kétütemű motorjával ellentétben forgattyúsház elősűrítésű, ellenáramú öblítésű volt. 1891-ben kérte a szabadalmát az első – még két szeleppel rendelkező – kétütemű motorjára: Ennél a motor forgattyúsházának beömlő nyílásán található volt egy visszacsapó-szelep, ami a mai membránszelep feladatát látta el, és egy másik a dugattyú koronájában. 1892-ben kapta meg rá az oltalmat. Készített 250 ilyen motort, áramfejlesztőkbe szerelve, amely díjat nyert a Nemzetközi Elektrotechnikai Kiállításon 1892-ben. Pár évvel később, 1894-ben, alkalmazottja – Frederic William Caswell Cock – benyújtotta módosító szabadalmát, amelynél a dugattyúpalást vezérel egy beömlő nyílást és egy felömlőnyílást, a hengerben a gázok megvezetéséről pedig a dugattyún található terelőgát gondoskodik. Így kialakul a klasszikus (keresztáramú öblítésű) háromcsatornás résvezérelt kétütemű motor, a mai modern kétütemű motorok alapja. Mivel Cock vállalati alkalmazott volt, ezért a szabadalmat Day-nek írták jóvá.
Csak két eredeti motor maradt fenn: az egyik a Deutsches Museumban Münchenben, a másik a Londoni Science Museumban található.

## Perek
Egy konkurens cég megvádolta csalással. Vád alá helyezték, és bár később felmentették, hírneve megromlott, és vállalata a csőd szélére jutott. Ő maga anyagi gondokkal küzdött.

## Amerika
Az érdeklődés Nagy-Britanniában alacsony volt, így Day az Amerikai Egyesült Államokba utazott és ott próbálta eladni szabadalmait. Az első amerikai szabadalmát 1894-ben kapta meg. 1906-tól viszont egy tucat amerikai vállalat vette meg a Day-Cock motorok licenceit. Az egyik ilyen a Palmer Brother's Engine Company (Cos Cob, Connecticut állam). 1912 előtt legyártottak több mint 60000 kétütemű motort. Sok egyéb más járműbe is értékesítették, így motorkerékpárokba és csónakmotorokba is.

## Visszavonulása és halála
Az első világháborút követően meggyőződése volt, hogy a kőolajalapú energiahordozóké a jövő. A befolyó jogdíjak anyagilag megengedték számára, így kockázati tőkebefektető (feles társ) lett egy norfolki olajvállalatnál, amely a júra kori olajpala kitermelésben volt érdekelt, Kelet-Angliában, azonban nem volt sikeres. Ez volt a második nagy pénzügyi katasztrófa életében. Ezután eltűnt a nyilvánosság elől. 1946-ban, 91 éves korában elhunyt. Az 1925 és 1946 közötti időszakban holléte teljesen ismeretlen. Mindössze öt évvel a halála után, 1952-ben a Science Museum tett egy nyilvános felhívást életrajzi adataira vonatkozóan, nem sok eredménnyel.[forrás?]